# Coharie
Els coharie ("Schohari"), que significa "fusta molla" en tuscarora, són una tribu d'amerindis que descendeixen dels iroquesos de Carolina de la nació tuscarora. Deriven el seu nom de les famílies tuscarora que es quedaren la regió i que van desenvolupar les comunitats de Coharie, nom del cap tuscarora Coharie (Cohary) que va ser assassinat al costat del Cap Hancock durant la Guerra Tuscarora. Es troben principalment al riu Little Coharie als comtats de Sampson i Harnett a Carolina del Nord. Els coharie són una de les vuit tribus reconegudes estatalment a Carolina del Nord.

## Demografia
La població coharie dels comtats de Harnett i Sampson ha augmentat de manera constant des de 755 individus el 1970 a gairebé 2.700 registrats el 2007. Des de 1960 hom pot autoidentificar l'origen ètnic en el cens. La distribució per edat dins de la nació tribal Coharie al TDSA és de predominantment adults entre les edats de 21 i 65 anys
Segons el cens dels Estats Units del 2000 la població coharie al comtat de Sampson és de 1.029, i 752 al comtat de Harnett, per a un total de 1.781 individus. La Tribu Coharie consta de 2.632 membres registrats, amb aproximadament el 20% resident fora de les comunitats tribals als comtats de Harnett i Sampson. La comunitat Coharie consta de quatre assentaments: Holly Grove, New Bethel, Shiloh, i Antioch.

## Govern
L'estat de Carolina del Nord va reconèixer la Tribu Coharie en 1971. La seu tribal és a Clinton, Carolina del Nord. El 1975 la tribu va noliejar el Consell Intra-Tribal Coharie per servir com una organització privada sense ànim de lucre creada per promoure la salut, l'educació, social, i el benestar econòmic dels habitants nadius dels comtats Sampson i Harnett.
El Consell Intra-tribal Coharie està ubicat a l'antic edifici de l'Eastern Carolina Indian School, una escola que servia als amerindis dels comtats de Sampson, Harnett, Cumberland, Columbus, Person i Hoke des de 1942 fins a 1966. En aquest moment, la Llei de Drets Civils de 1964 havia acabat la segregació racial legal a les escoles públiques.
La Tribu Índia Coharie va escollir el seu primer cap tribal en 1910. Els afers tribals són dirigits per un cap tribal i set membres del consell tribal. El lideratge polític coharie supervisa les quatre comunitats d'indis Coharie des de tres ubicacions geogràfiques al comtat de Sampson i una regió al comtat de Harnett. Molts membres estan afiliats a les esglésies en llurs comunitats:
- New Bethel Baptist Church: nord del comtat de Sampson
- Holly Grove Holiness Church: sud del comtat de Sampson
- Shiloh Holiness Church: oest del comtat de Sampson
- Antioch Baptist Church: Comtat de Harnett

## Relacions amb altres tribus de Carolina del Nord
Els coharie s'han casat amb membres de les tribus lumbee i tuscarores del comtat de Robeson, així com amb la Banda Oriental dels indis cherokee.

## Història

### Seglexvii
Els historiadors sostenen generalment que els coharie són descendents dels neusiok i coree de parla iroquesa, així com dels iroquesos tuscarores i dels sioux waccamaw, que ocupaven l'actual part central de Carolina del Nord. A principis del segle xvii, els coree vivien al llarg dels rius Gran Coharie i Petit Coharie a l'actual comtat de Sampson.

### Seglexviii
Entre 1730 i 1745 els conflictes entre tribus, així com la competència per la terra i els recursos entre pobles amerindis i colons anglesos van causar nombroses guerres. Al comerç de pell de cérvol amb els indis es va sumar la venda com a esclaus als colons d'indis capturats a les tribus enemigues tradicionals. A més, [les malalties infecciones procedents d'Euràsia com el xarampió i la verola, a les quals els natius no tenien immunitat natural, van delmar moltes comunitats. Les epidèmies van trencar les seves societats.
Famílies d'indis coree, waccamaw, i neusiok començaren a buscar refugi de les incursions colonials a les zones costaneres del nord i nord-est de Carolina del Nord. Es van traslladar a la frontera, als actuals comtats de Harnett i Sampson. Allà van establir una petita base. Els supervivents es van casar i van crear una nova comunitat 

### Seglexix
Al llarg de la dècada de 1800, els coharie construïren la seva comunitat al comtat de Sampson. Com a gent lliure de color, els coharie tenien dret sota la llei estatal de posseir i usar armes de foc, i votar en les eleccions locals. Però, la dècada de 1830 va portar esdeveniments que van reduir els seus drets civils. La política federal de deportació índia de la dècada de 1830 va obligar les tribus de l'est a moure's a l'oest del riu Mississipi. Més significativament, arran de la revolta d'esclaus de Nat Turner de 1831, l'estat va aprovar una llei en 1835 sobre la reducció dels drets de les persones lliures de color. Van perdre el seu dret a votar i portar armes. La revolta deixà els esclavistes tan espantats que tractaven de controlar les reunions dels negres lliures, el seu vot i el dret a portar armes.
El 1859, el Coharie establiren la seva pròpia escola per subscripció. En 1911 el coharie demanaren a l'Estat que els proporcionés escoles índies al comtat de Sampson. En aquest mateix any, els coharie establiren la New Bethel Indian School a la vila New Bethel. El 1912, els coharie va establir una escola al municipi de Herering. Després del primer any, l'estat va deixar de donar suport a l'escola. Sota la segregació es va recolzar una per a nens de color (un grup que classificava tots els nens que no eren blancs, i el grup al qual se li assigna als autoidentificats com a coharie.) 
Seguint el precedent establert pels croatan (ara Lumbee) del comtat de Robeson, els coharie va establir un sistema d'escoles semiindependents, per això Carolina del Nord conserva cert grau de supervisió. Mentre que la legislatura estatal va rescindir el seu permís per al sistema el 1913, es va restablir el sistema separat a l'escola Coharie quatre anys més tard. La tribu havia pressionat la legislatura estatal amb l'assistència del seu advocat. El 1917, l'East Carolina Indian School va ser construït a Herring.